# Roda (Naumburg)
Roda, auch Rödichen genannt, ist eine Wüstung im Stadtgebiet von Naumburg (Saale) im südlichen Sachsen-Anhalt, Deutschland. 

## Geschichte
Roda war eine deutsche- und, wie am Namen erkennbar, eine Rodungssiedlung mindestens des 11. Jahrhunderts, vielleicht auch früher. Der Ort hatte u. a. einen alten Siedelhof sowie eine Kirche, die im Zusammenhang mit dem Moritzkloster standen. Ungefähr um 1445 bestand das Dorf noch. Im Jahre 1544 war Roda schon lange verödet, als der Rat der Stadt Naumburg die damals freistehende Feldkirche zwischen den ehemaligen Grundstücken abreißen ließ.  
Der Siedelhof zu Roda bestand etwas länger als das Dorf und Kirche als Vorwerk des Moritzklosters weiter. Nach der Säkularisation des Klosters kam das Vorwerk zum Naumburger Amt St. Georgen und wurde ab dann mehrfach an verschiedene Edelleute verlehnt. Im Jahre 1570 wurde in einer Urkunde überliefert, dass die Familie Thain dem Rat der Stadt Naumburg die ehemalige Viehtrift und den Hof zu Roda überließ mit dem Versprechen, alle Reste der dortigen Wirtschaft abzureißen.

## Lage
Die genaue Lage von Roda ist nicht bekannt. Aus dem Stadtweichbild Naumburgs ist eine Notiz überliefert mit einer Linie Hinterm Rödichen über den Galgenberge an das Buchholz stoßend. Daher lässt sich vermuten, dass Roda ungefähr auf der Hochfläche südlich des Saaletals, an der Südostecke des Buchholzes in Richtung Neidschütz lag. In Alten Messtischblättern (Naumann, 1936) ist an dieser Stelle der Flurname Rödichen eingetragen. In unmittelbarer Nähe stand einst der Grenzstein auf dem Wetthügel. Die genaue Lage des Wetthügels ist heute ebenfalls nicht mehr ermittelbar.